# Amtsgericht Markolsheim
Das Amtsgericht Markolsheim war ein deutsches Amtsgericht mit Sitz in Markolsheim in den Jahren 1879 bis 1918.

## Geschichte
Markolsheim war Sitz eines französischen Friedensgerichts. Nach der Abtretung Elsass-Lothringens im Frieden von Frankfurt an das Deutsche Reich 1871 wurde die Gerichtsstruktur mit dem Gesetz, betreffend Abänderung der Gerichtsverfassung vom 14. Juli 1871 und der Ausführungsbestimmung hierzu vom gleichen Tag neu geregelt. Dabei wurden die Friedensgerichte beibehalten. Im Rahmen der Reichsjustizgesetze wurden 1879 die Friedensgerichte im Reichsland Elsass-Lothringen aufgehoben und Amtsgerichte gebildet. Das Amtsgericht Markolsheim war dem Landgericht Colmar nachgeordnet. Am Gericht bestand 1880 eine Richterstelle. Das Amtsgericht war ein kleines Amtsgericht im Landgerichtsbezirk. Es war auch Rheinschifffahrtsgericht. Der Gerichtsbezirk umfasste 1895 den Kanton Markolsheim mit 219 Quadratkilometern und 18.354 Einwohnern und 21 Gemeinden. Mit der Verordnung des Statthalters, betreffend die auswärtigen Gerichtstage der Amtsgerichte vom 4. Dezember 1903 wurde festgelegt, dass das Amtsgericht Markolsheim Gerichtstage in Müttersholz für die Gemeinden Baldenheim, Bindernheim, Hilsenheim, Müttersholz, Mussig und Wittisheim abhalten sollte. Mit der Verordnung über den Sitz und die Bezirke der Amtsgerichte vom 3. April 1909 gingen die Gemeinden Arzenheim und Balzenheim aus dem Sprengel des Amtsgerichts Colmar in den Sprengel des Amtsgerichts Markolsheim über.
Nach der Abtretung Elsass-Lothringens an Frankreich nach dem Ersten Weltkrieg wurde das Amtsgericht Markolsheim als „Tribunal cantonal Marckolsheim“ weitergeführt. Im Zweiten Weltkrieg wurde 1940 von der deutschen Besatzungsmacht die vorgefundene Gerichtsstruktur unter Verwendung deutscher Ortsnamen und Behördenbezeichnungen, hier also wieder als Amtsgericht Markolsheim, fortgeführt.

## Gerichtsgebäude
Das Gerichtsgebäude (heutige Adresse: 27, Rue du Maréchal Foch, Markolsheim) aus der zweiten Hälfte des 19. Jahrhunderts wurde an der Stelle der früheren Registratur der bischöflichen Vogtei von Markolsheim erbaut. Diese wurde von 1806 bis 1857 als Knabenschule genutzt. Auf der Rückseite des Hofes befindet sich das frühere Gefängnis.